# سید علی‌محمد میرمحمدی میبدی
سید علی‌محمد میرمحمدی میبدی (زادهٔ ۱۳۴۱) پژوهش‌گر و استاد تمام دانشگاه صنعتی اصفهان است. او از سال ۱۴۰۰ تا ۱۴۰۴ ریاست دانشگاه صنعتی اصفهان را بر عهده داشت. وی از سال ۱۳۸۵ تا ۱۳۹۲ نیز ریاست دانشگاه یزد را برعهده داشته‌است.

## زندگی
سید علی‌محمد میرمحمدی میبدی سال ۱۳۴۱ در شهر میبد یزد زاده شد. وی دارای ۴ خواهر و یک برادر است، سید جلیل میرمحمدی میبدی برادر اوست.

## تحصیلات
دوره دبستان، راهنمایی و دبیرستان را در شهر میبد گذراند سپس در رشته مهندسی کشاورزی در دانشگاه صنعتی اصفهان پذیرفته شد و در سال ۱۳۶۶، تحصیلات خود را با کسب رتبه دوم، در این مقطع به پایان رساند. همان سال، در دوره کارشناسی ارشد اصلاح نباتات دانشگاه تربیت مدرس پذیرفته شد و در سال ۱۳۷۲ فارغ‌التحصیل شد؛ سپس برای ادامه تحصیل در مقطع دکتری، به انگلستان رفت و سه سال بعد، یعنی در ۱۳۷۵، مدرک خود را در رشته کشاورزی، گرایش اصلاح نباتات از دانشگاه لندن گرفت.

## حرفه
وی در تاریخ ۱۲ آبان ۱۴۰۰ طی حکمی از سوی وزیر علوم، تحقیقات و فناوری، به عنوان سرپرست دانشگاه صنعتی اصفهان منصوب شد.

## افتخارات
- استاد نمونه کشوری - در سال ۱۳۸۹
- انتخاب کتاب «مدیریت تنش‌های سرما و یخ‌زدگی در گیاهان زراعی» به عنوان کتاب سال دانشجویی سال۸۳
- پژوهشگر برگزیده در عرصه تألیف و ترجمه کتاب «حفاظت گیاهان در برابر سرما و یخ‌زدگی مبانی راهکارها و اقتصاد» دانشگاه صنعتی اصفهان در سال ۹۰
- دریافت لوح سپاس در بخش کشاورزی و دامی همایش تجلیل از خادمان فرهنگ مکتوب استان اصفهان آذرماه۹۰
- پژوهشگر برگزیده در عرصه تألیف و ترجمه کتاب «به نژادی گیاهان زراعی برای بهبود صفات کیفی» دانشگاه صنعتی اصفهان درسال ۹۱

## آثار
- مدیریت تنشهای سرما و یخ زدگی گیاهان زراعی و باغی - برگزیده کتاب سال دانشجویی در سال ۱۳۸۳
- سرمشقی برای زندگی، رتبه سوم جایزه کتاب سال دفاع مقدس
- نژادی گیاهان زراعی برای بهبود صفات کیفی
- ژنتیک (اصول و مبانی)
- جنبه‌های فیزیولوژی و اصلاح نژاد تنش سرما و یخ‌زدگی در گیاهان زراعی
- روش تحقیق در علوم زیستی
- اصلاح نباتات در باغبانی: الف) سیب
- جنبه‌های فیزیولوژیک و اصلاح نژاد تنش شوری گیاهان
- آمار و احتمالات کاربرد در کشاورزی
- اصول و مبانی اصلاح نباتات